# Sandra Klösel
Sandra Klösel (Baden-Württemberg, 22 juni 1979) is een voormalig tennisspeelster uit Duitsland.
Zij begon op zevenjarige leeftijd met tennis. Haar favoriete ondergrond is hardcourt. Zij speelt rechtshandig en heeft een tweehandige backhand. Zij was actief in het proftennis van 1995 tot in 2009.

## Loopbaan

### Enkelspel
Klösel debuteerde in 1993 op het ITF-toernooi van München (Duitsland). Zij stond in 1995 voor het eerst in een finale, op het ITF-toernooi van Ratzeburg (Duitsland) – zij verloor van landgenote Claudia Timm. In 1996 veroverde Klösel haar eerste titel, op het ITF-toernooi van Vaihingen (Duitsland), door de Portugese Sofia Prazeres te verslaan. In totaal won zij acht ITF-titels, de laatste in 2002 in Hechingen (Duitsland).
In 1996 speelde Klösel voor het eerst op een WTA-hoofdtoernooi, op het toernooi van Hamburg. Haar beste resultaat op de WTA-toernooien is het bereiken van de kwartfinale op het Tier III-toernooi van Hasselt in 2006 waar zij won van Roberta Vinci en van de als zevende geplaatste Samantha Stosur, waarna zij verloor van het eerste reekshoofd, de latere winnares Kim Clijsters.
Haar beste resultaat op de grandslamtoernooien is het bereiken van de derde ronde, op het US Open 1999, nadat zij met succes het kwalificatietoernooi had doorlopen. Haar hoogste notering op de WTA-ranglijst is de 87e plaats, die zij bereikte in maart 2007.

### Dubbelspel
Klösel was in het dubbelspel minder actief dan in het enkelspel. Zij debuteerde in 1994 op het ITF-toernooi van Darmstadt (Duitsland), samen met landgenote Caroline Christian. Zij stond in 1995 voor het eerst in een finale, op het ITF-toernooi van Flensburg (Duitsland), samen met Française Amélie Mauresmo – zij verloren van het duo Yvette Basting en Olena Tatarkova. In 1997 veroverde Klösel haar eerste titel, op het ITF-toernooi van Sofia (Bulgarije), samen met de (op dat moment) Oostenrijkse Karin Kschwendt, door het Joegoslavische duo Sandra Načuk en Dragana Zarić te verslaan. In totaal won zij zes ITF-titels, de laatste in 2007 in Bordeaux (Frankrijk), samen met de Zwitserse Timea Bacsinszky.
In 1996 speelde Klösel voor het eerst op een WTA-hoofdtoernooi, op het toernooi van Hamburg, samen met de Zwitserse Patty Schnyder. Haar beste resultaat op de WTA-toernooien is het bereiken van de halve finale op het toernooi van Estoril in 2006, met de (op dat moment) Russin Anastasia Rodionova aan haar zijde.
Haar beste resultaat op de grandslamtoernooien is het bereiken van de tweede ronde, op Wimbledon 2007 samen met de Tsjechische Andrea Hlaváčková. Haar hoogste notering op de WTA-ranglijst is de 128e plaats, die zij bereikte in oktober 2007.

### Tennis in teamverband
In 2005 en 2007 maakte Klösel deel uit van het Duitse Fed Cup-team – zij behaalde daar een winst/verlies-balans van 1–2. In 2005 zat zij in het team dat de promotiewedstrijd tegen Kroatië won waarmee zij van Wereldgroep II promoveerden naar Wereldgroep I in 2006.

### Na het tennis
Klösel is Heilpraktikerin met nadruk op esthetische cosmetica, gevestigd in Appenweier.

## Resultaten grandslamtoernooien
| Legenda | Legenda                          |
| ------- | -------------------------------- |
| g.t.    | geen toernooi gehouden           |
| l.c.    | lagere categorie                 |
| –       | niet deelgenomen                 |
| G       | uitgeschakeld in de groepsfase   |
| 1R      | uitgeschakeld in de eerste ronde |
| 2R      | uitgeschakeld in de tweede ronde |
| 3R      | uitgeschakeld in de derde ronde  |
| 4R      | uitgeschakeld in de vierde ronde |
| KF      | uitgeschakeld in de kwartfinale  |
| HF      | uitgeschakeld in de halve finale |
| F       | de finale verloren               |
| W       | het toernooi gewonnen            |
| w-v     | winst/verlies-balans             |

### Enkelspel
| Toernooi        | 1998 | 1999 |    | 2005 | 2006 | 2007 | 2008 | w-v |
| --------------- | ---- | ---- | -- | ---- | ---- | ---- | ---- | --- |
| Australian Open | 1R   | –    | –  | 1R   | 1R   | 2R   | 1-4  |     |
| Roland Garros   | 1R   | –    | 2R | 1R   | 1R   | 1R   | 1-5  |     |
| Wimbledon       | –    | –    | –  | 1R   | 1R   | –    | 0-2  |     |
| US Open         | –    | 3R   | 1R | 1R   | 1R   | –    | 2-4  |     |

### Vrouwendubbelspel
| Toernooi        | 1998 |    | 2006 | 2007 | w-v |
| --------------- | ---- | -- | ---- | ---- | --- |
| Australian Open | 1R   | 1R | 1R   | 0-3  |     |
| Roland Garros   | –    | –  | 1R   | 0-1  |     |
| Wimbledon       | –    | –  | 2R   | 1-1  |     |
| US Open         | –    | –  | –    | 0-0  |     |